# (27425) Bakker
(27425) Bakker ist ein Asteroid des inneren Hauptgürtels, der am 1. März 2000 im Rahmen des Catalina Sky Surveys entdeckt wurde.
Der Asteroid gehört der Vesta-Familie an, einer großen Gruppe von Asteroiden, benannt nach (4) Vesta, dem zweitgrößten Asteroiden und drittgrößten Himmelskörper des Hauptgürtels. Die zeitlosen (nichtoskulierenden) Bahnelemente von (27425) Bakker sind fast identisch mit denjenigen 14 weiterer Asteroiden, von denen (55867) 1997 RX2 der größte ist, wenn man von der Absoluten Helligkeit ausgeht.
(27425) Bakker wurde am 8. Oktober 2014 nach dem US-amerikanischen Paläontologen Robert Bakker (* 1945) benannt, der in den 1960er-Jahren mitverantwortlich war für einen Paradigmenwechsel in der Dinosaurierforschung.